# Der Stein der Weisen
Der Stein der Weisen, oder die Zauberinsel (català: La Pedra Filosofal, o l'Illa Encantada) és un singspiel en dos actes compost conjuntament per Johann Baptist Henneberg, Benedikt Schack, Franz Xaver Gerl, Emanuel Schikaneder i Wolfgang Amadeus Mozart el 1790.

## Composició
El llibret va ser escrit per Schikaneder. Der Stein der Weisen va ser compostaen en equip, en què cada compositor va contribuir. Els cinc van escriure parts de l'acte II, i tots, excepte Mozart van escriure parts de l'acte I. Henneberg en va compondre l'obertura. Schikaneder va escriure el llibret per a tota la peça. El text es basa en un conte de fades de Christoph Martin Wieland Dschinnistan, publicat al final de la dècada de 1780. Els cinc van participar més tard en La flauta màgica. Mozart com a compositor, Schikaneder com a llibretista, empresari i actor, Henneberg com a director, i Schack i Gerl com a artistes respectivament interpretant els papers de Tamino i Sarastro. Der Stein der Weisen ha proporcionat un model de treball. Els dos singspiel tenen una estructura i una font similar.

## Acollida i estudi
L'obra va ser inicialment popular, però va caure en oblit durant els dos segles posteriors a la mort de Mozart. El 1996, el musicòleg nord-americà David Buch va descobrir-ne una còpia de la partitura en una biblioteca d'Hamburg, en una col·lecció de documents robats per l'Exèrcit Rus, restituïda el 1991. S'hi atribuïa als cinc musics. Alguns van considerar llavors que Der Stein der Weisen era una obra de Mozart prèviament desconeguda, encara que en realitat només ho era una part, «Nun Liebes Weibchen», coneguda com el «duet del gat» i dues seccions del final del segon acte.
L'autògraf de «Nun Liebes Weibchen» es troba a la Biblioteca Nacional de París. La resta de la partitura original encara no s'ha trobat. El conjunt de l'obra es coneix a partir d'una còpia completa de 1795.

## Actuacions
El singspiel va ser estrenat l'11 de setembre 1790 a Viena, al teatre Auf der Wieden, sota la direcció de Henneberg. Va ser enregistrat per primera vegada pel Boston Barroc el 1999.